# Lipowa Góra (Grunwald)
Lipowa Góra (deutsch Lindenberg) ist ein kleiner Ort in der polnischen Woiwodschaft Ermland-Masuren und gehört zur Gmina Grunwald (Landgemeinde Grünfelde) im Powiat Ostródzki (Kreis Osterode in Ostpreußen).

## Geographische Lage
Lipowa Góra liegt im südlichen Westen der Woiwodschaft Ermland-Masuren, 24 Kilometer südöstlich der Kreisstadt Ostróda (deutsch Osterode in Ostpreußen).

## Geschichte
Der kleine Ort Lindenberg („bei Hohenstein“) wurde 1849 gegründet und bestand aus sehr verstreut liegenden kleinen Gehöften. Bis 1945 war der Ort zusammen mit Weißberg (polnisch Góry Lubiańskie) zu Seewalde (polnisch Zybułtowo) im Kreis Osterode in Ostpreußen zugehörig.
Mit dem gesamten südlichen Ostpreußen wurde Lindenberg 1945 in Kriegsfolge an Polen überstellt. Der Ort erhielt die polnische Namensform „Lipowa Góra“ und ist heute in die Gmina Grunwald (Landgemeinde Grünfelde) mit Sitz in Gierzwałd (Geierswalde) im Powiat Ostródzki (Kreis Osterode in Ostpreußen) eingegliedert, bis 1998 der Woiwodschaft Olsztyn und seither der Woiwodschaft Ermland-Masuren mit Sitz in Olsztyn (Allenstein) zugehörig.

## Kirche
Bis 1945 war Lindenberg bei Hohenstein in die evangelische Kirche Mühlen (Ostpreußen) (polnisch Mielno) in der Kirchenprovinz Ostpreußen der Kirche der Altpreußischen Union, und außerdem in die römisch-katholische Kirche Thurau (polnisch Turowo) im Bistum Ermland eingepfarrt.
Heute gehört Lipowa Góra evangelischerseits zur Kirche Olsztynek (Hohenstein), einer Filialkirche der Pfarrei Olsztyn (Allenstein) in der Diözese Masuren der Evangelisch-Augsburgischen Kirche in Polen, katholischerseits zur Kirche Mielno (Mühlen), einer Filialkirche der Pfarrei Stębark (Tannenberg) im Dekanat Grunwald des jetzigen Erzbistums Ermland.

## Verkehr
Lipowa Góra ist von Zybułtowo (Seewalde) an der Woiwodschaftsstraße 537 aus auf direktem (Land-)Weg zu erreichen. Eine Anbindung an den Bahnverkehr existiert nicht.